# 719
Năm 719 trong lịch Julius.